# Liste von Persönlichkeiten der Stadt Winnipeg
Diese Liste zählt Personen auf, die in der kanadischen Stadt Winnipeg (Manitoba) geboren wurden sowie solche, die in Winnipeg gewirkt haben, dabei jedoch andernorts geboren wurden. Die Liste erhebt keinen Anspruch auf Vollständigkeit.

## Söhne und Töchter der Stadt

### 19. Jahrhundert

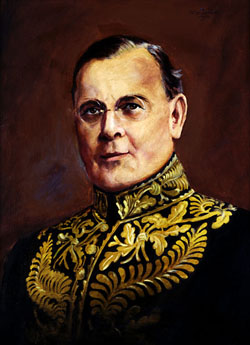
Eric Hamber
(1879–1960)

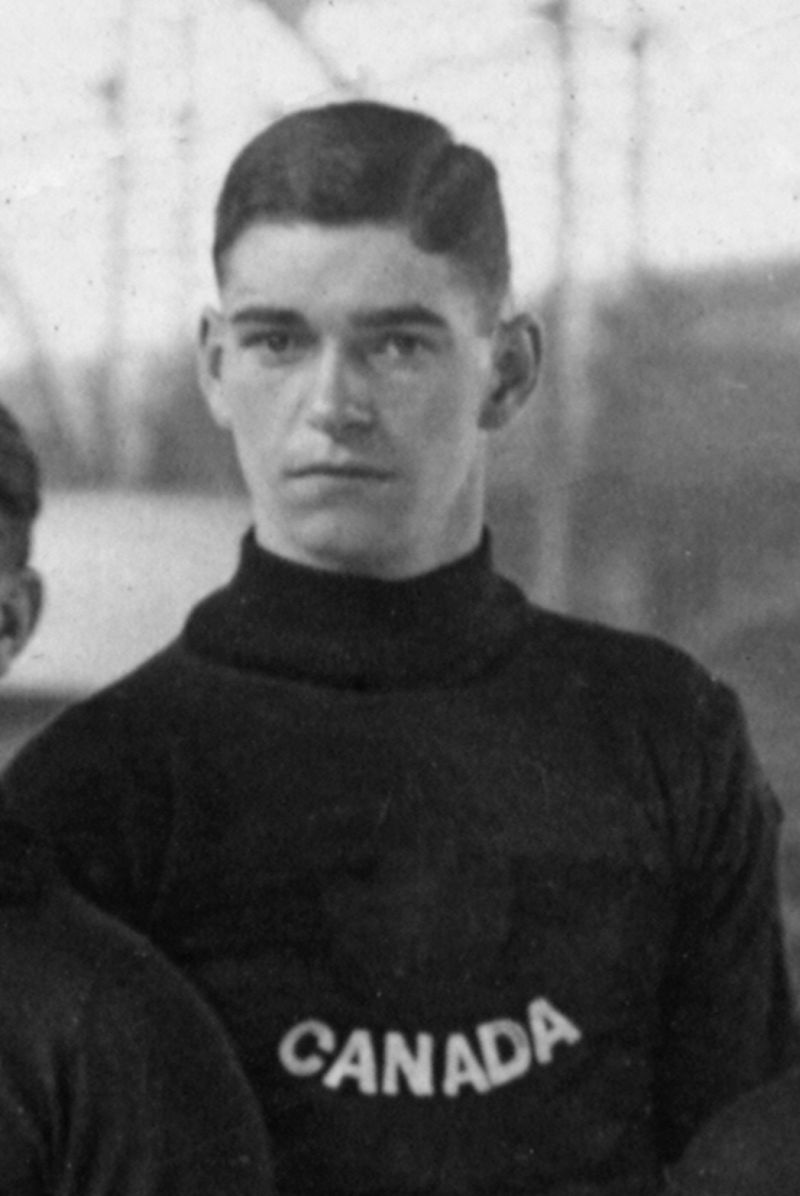
Allan Woodman
(1899–1963)

- Charles Nolin (1837–1907), Politiker
- Eric Hamber (1879–1960), Manager und Vizegouverneur
- John Howard (1888–1937), Leichtathlet
- Herb Gardiner (1891–1972), Eishockeyspieler
- Walter Byron (1894–1971), Eishockeytorwart
- G. Allan MacNamara (1894–1976), Eisenbahnmanager, Präsident der Minneapolis, St. Paul and Sault Ste. Marie Railroad und Chairman of the Board der Soo Line Railroad
- Frank Fredrickson (1895–1979), Eishockeyspieler
- Hamilton Jukes (1895–1951), britischer Eishockeyspieler
- Edward Pitblado (1896–1978), britischer Eishockeyspieler
- Ching Johnson (1897/1898–1979), Eishockeyspieler
- Osmond Borradaile (1898–1999), Kameramann
- Magnus Goodman (1898–1991), Eishockeyspieler
- Allan Woodman (1899–1963), Eishockeyspieler
- Haldor Halderson (1900–1965), Eishockeyspieler
- Tiny Parham (1900–1943), US-amerikanischer Jazzpianist

### 20. Jahrhundert

#### 1901–1910

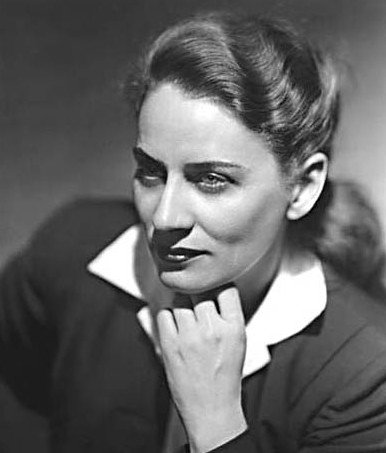
Gabrielle Roy
(1909–1983)

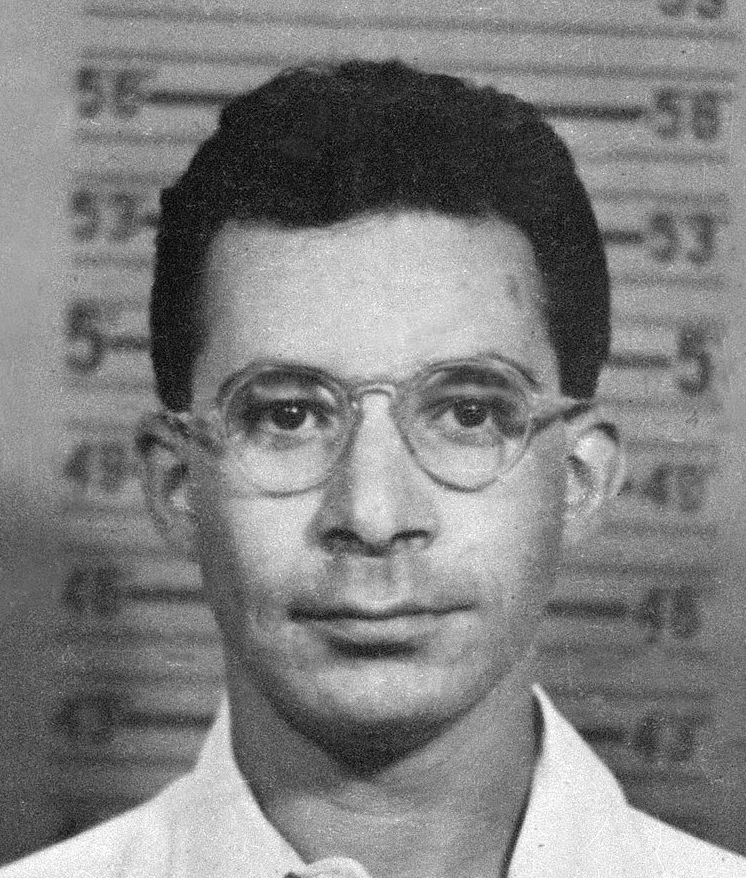
Louis Slotin
(1910–1946)

- Anna Moncrieff (1902–1995), Pianistin und Musikpädagogin
- George Garbutt (1903–1967), Eishockeyspieler
- James Trifunov (1903–1993), Ringer
- Alston Wise (1904–1984), Eishockeyspieler
- Cliff Crowley (1906–1948), Eishockeyspieler
- Phyllis Holtby (1906–1993), Pianistin, Cembalistin und Musikpädagogin
- Frank Stack (1906–1987), Eisschnellläufer
- Aloha Wanderwell (1906–1996), Abenteurerin, Autorin, Filmemacherin und Fliegerin
- Hugh Sutherland (1907–1990), Eishockeyspieler
- Arthur Earl Walker (1907–1995), US-amerikanischer Neurochirurg und Neurologe
- John F. Allen (1908–2001), kanadisch-britischer Physiker
- Wally Monson (1908–1988), Eishockeyspieler und -trainer
- Bob Nolan (1908–1980), Country-Sänger
- Art Coulter (1909–2000), Eishockeyspieler
- Dorothy Livesay (1909–1996), Lyrikerin
- Gabrielle Roy (1909–1983), Schriftstellerin
- Hack Simpson (1909–1978), Eishockeyspieler
- Louis Slotin (1910–1946), Physiker und Chemiker

#### 1911–1920
- Bert Duncanson (1911–2000), Eishockeyspieler
- Frederick Grinke (1911–1987), Geiger und Musikpädagoge
- Mitchell Sharp (1911–2004), Politiker
- Richard Spink Bowles (1912–1988), Vizegouverneur
- Ralph Brazelton Peck (1912–2008), kanadisch-US-amerikanischer Bauingenieur
- Barbara Pentland (1912–2000), Komponistin
- Alfred Elton van Vogt (1912–2000), Science-Fiction-Autor
- George Woodcock (1912–1995), Schriftsteller
- Francis Lawrence Jobin (1914–1995), Politiker und Vizegouverneur
- Frank Thorolfson (1914–1977), Pianist, Dirigent, Musikpädagoge und Komponist
- Betty Chandler (1915–2006), Ernährungswissenschaftlerin und Lektorin
- John Loaring (1915–1969), Leichtathlet
- Pearl Palmason (1915–2006), Geigerin
- Doug McMahon (1917–1997), Fußballspieler
- Irvine Robbins (1917–2008), kanadisch-amerikanischer Unternehmer
- Dufferin Roblin (1917–2010), Politiker
- Miriam Waddington (1917–2004), Schriftstellerin
- Sara Hestrin-Lerner (1918–2017), kanadisch-israelische Physiologin
- Zara Nelsova (1918–2002), Cellistin
- Frances Bay (1919–2011), Charakterschauspielerin
- Terry Reardon (1919–1993), Eishockeyspieler und -trainer
- Jim Simkin (1919–1984), kanadisch-US-amerikanischer Psychotherapeut
- Wally Stanowski (1919–2015), Eishockeyspieler
- Jim Henry (1920–2004), Eishockeytorwart und -trainer
- George Johnson (1920–1995), Politiker
- Stanley Waters (1920–1991), einziger gewählte Senator Kanadas

#### 1921–1930

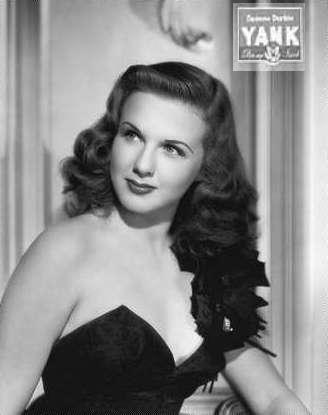
Deanna Durbin
(1921–2013)

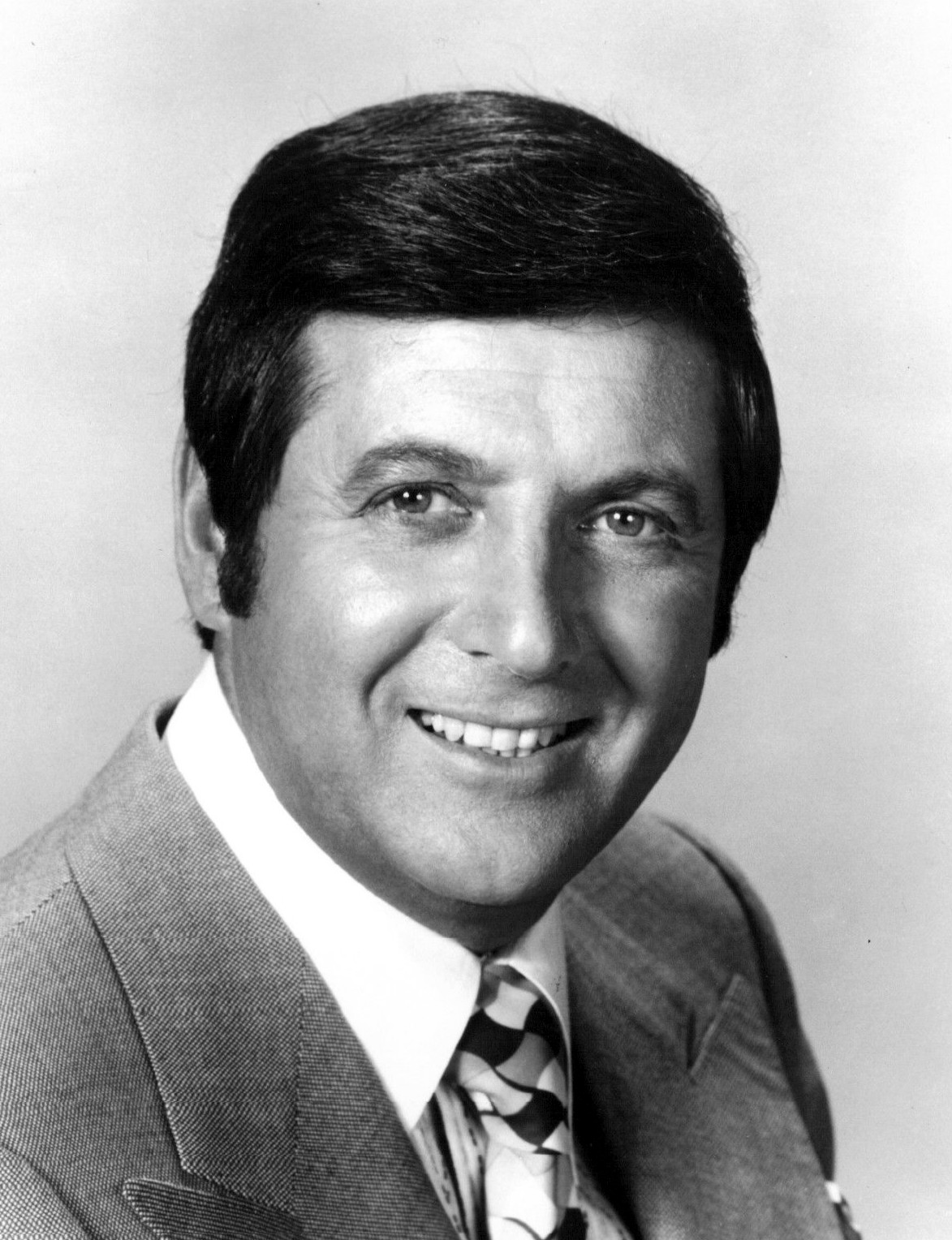
Monty Hall
(1921–2017)

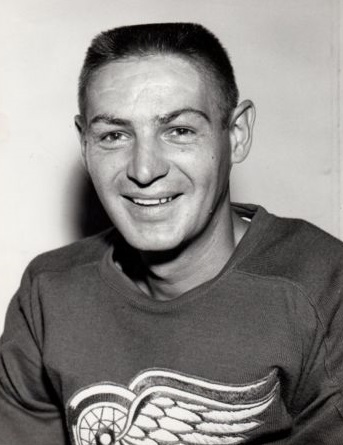
Terry Sawchuk
(1929–1970)

- Deanna Durbin (1921–2013), Schauspielerin
- Monty Hall (1921–2017), Showmaster und Fernsehproduzent
- Paul Maxwell (1921–1991), Schauspieler
- Bill Mosienko (1921–1994), Eishockeyspieler
- Ken Reardon (1921–2008), Eishockeyspieler und -funktionär
- Jack Kruschen (1922–2002), Schauspieler
- Douglas Bodle (1923–2022), Organist, Pianist, Cembalist und Musikpädagoge
- Yvonne Brill (1924–2013), Raketentechnikerin
- Alastair Cameron (1925–2005), Astrophysiker und Weltraumwissenschaftler
- Johnny Peirson (1925–2021), Eishockeyspieler
- Fred Shero (1925–1990), Eishockeyspieler
- Mary Morrison (* 1926), Sängerin und Gesangspädagogin
- John Arundel (1927–2002), Eishockeyspieler
- William Oscar Jules Moser (1927–2009), Mathematiker und Hochschullehrer
- Cornelius John Pasichny (1927–2014), ukrainisch griechisch-katholischer Bischof
- Harry Wasylyk (1927–2013), Erfinder des Müllsacks aus Polyethylen
- Gordon Audley (1928–2012), Eisschnellläufer
- William John McKeag (1928–2007), Unternehmer und Vizegouverneur
- Douglas Rain (1928–2018), Schauspieler
- Ron Simmonds (1928–2005), Jazzmusiker
- Norman Cantor (1929–2004), Historiker
- Mike Daski (1929–2021), Eishockeyspieler
- Andy Hebenton (1929–2019), Eishockeyspieler
- Dorothy Howard (1929–2013), Sängerin und Musikpädagogin
- Fleming Mackell (1929–2015), Eishockeyspieler
- Bill Mason (1929–1988), Naturforscher, Schriftsteller, Filmemacher, Kanufachmann
- Terry Sawchuk (1929–1970), Eishockeytorwart
- Joan Maxwell (1930–2000), Sängerin und Musikpädagogin
- Hugh McLean (1930–2017), Organist, Pianist, Cembalist, Musikpädagoge und -wissenschaftler
- Winnifred Sim (1930–2024), Organistin, Pianistin und Musikpädagogin
- Ben Steinberg (1930–2023), Komponist, Dirigent, Organist und Musikpädagoge

#### 1931–1940

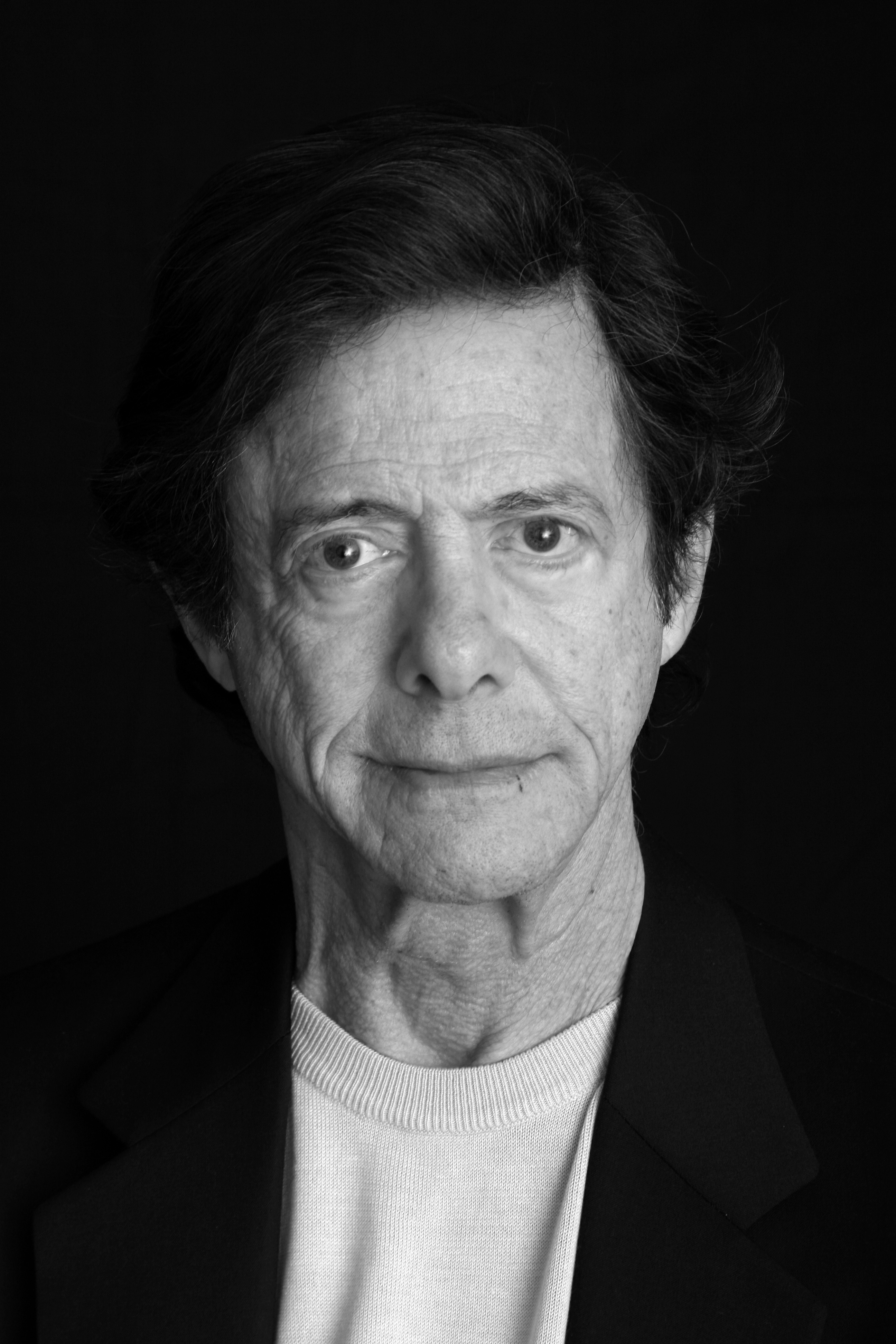
Leonard Peikoff
(* 1933)

- Diz Disley (1931–2010), Gitarrist des Swing und Cartoonist
- Bob Erlendson (1931–2024), Jazzmusiker
- Donald Hadfield (1931–2005), Organist, Chorleiter und Kirchenmusiker
- Andy Bathgate (1932–2016), Eishockeyspieler
- Leonard Peikoff (* 1933), Philosoph
- Raymond A. Price (1933–2024), Geologe
- Sheila Henig (1934–1979), Pianistin und Sängerin
- Judy Devlin (1935–2024), Badmintonspielerin
- James Peebles (* 1935), kanadisch-amerikanischer Kosmologe
- Bill Reichart (1935–2021), US-amerikanischer Eishockeyspieler
- Ted Harris (* 1936), Eishockeyspieler und -trainer
- Ab McDonald (1936–2018), Eishockeyspieler
- Donnelly Rhodes (1937–2018), Schauspieler
- Ann Southam (1937–2010), Komponistin
- Bill Masterton (1938–1968), Eishockeyspieler und Namensgeber der Bill Masterton Memorial Trophy
- Lucille Starr (1938–2020), Country-Sängerin
- Len Cariou (* 1939), Schauspieler und Komponist
- Cynthia Scott (* 1939), Regisseurin, Produzentin und Drehbuchautorin
- W. D. Valgardson (* 1939), Schriftsteller
- Ewald Gutberlet (* 1940), deutscher Eishockeyspieler
- Peter Liba (1940–2007), Journalist, Manager und Vizegouverneur
- Dave Young (* 1940), Kontrabassist (Jazz, Klassik)

#### 1941–1950

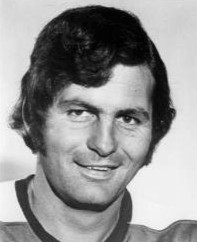
Bryan Hextall junior
(* 1941)

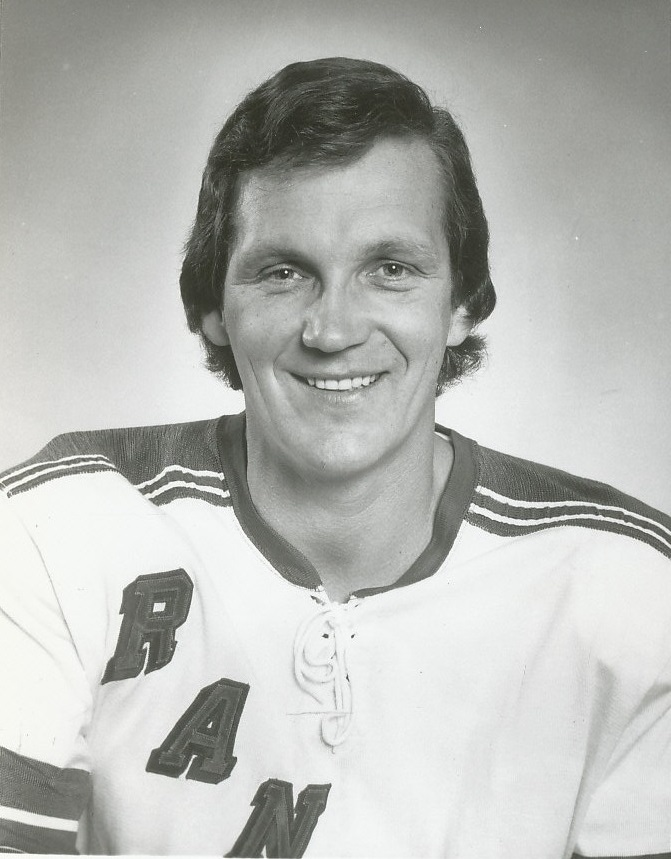
Ted Irvine
(* 1944)

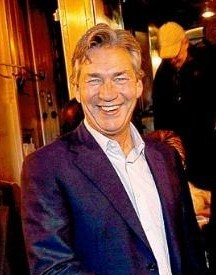
Gary Doer
(* 1948)

- Carol Bolt (1941–2000), Dramatikerin
- Bryan Hextall junior (* 1941), Eishockeyspieler
- Robert Hunter (1941–2005), Politiker und Mitgründer von Greenpeace
- David Kilgour (1941–2022), Menschenrechtsaktivist und Politiker
- Gary Filmon (* 1942), Politiker
- Chad Allan (1943–2023), Rockmusiker
- Randy Bachman (* 1943), Rockmusiker
- Otto Armin (* 1943), Geiger und Musikpädagoge
- Pete Stemkowski (* 1943), Eishockeyspieler
- Robert Swan (* 1943), Skirennläufer
- Ted Irvine (* 1944), Eishockeyspieler
- Terry Jacks (* 1944), Sänger und Plattenproduzent
- Mary E. Thompson (* 1944), Statistikerin und Hochschullehrerin
- Bernie Senensky (* 1944), Jazzmusiker
- D. John Roberts (* 1945), Wirtschaftswissenschaftler
- Ronald Sanders (* 1945), Filmeditor
- William Unruh (* 1945), theoretischer Physiker
- Ron Calverley (* 1946), Youtuber und Modellbauer
- Wendy Thompson (* 1946), Eisschnellläuferin
- Guðmundur Eiríksson (* 1947), isländischer Jurist und Diplomat
- Murray G. Hall (1947–2023), austrokanadischer Germanist
- Doug Henning (1947–2000), Zauberkünstler und Großillusionist
- Doreen McCannell (* 1947), Eisschnellläuferin
- Bill Werbeniuk (1947–2003), Snookerspieler
- Gary Doer (* 1948), Politiker und Diplomat
- Raymond Henault (* 1948), General des Canadian Forces Air Command
- Ron Jacks (* 1948), Schwimmer
- Liz Magor (* 1948), Bildhauerin, Installationskünstlerin und Fotografin
- William Pura (* 1948), Komponist und bildender Künstler
- Marilyn Bowering (* 1949), Schriftstellerin, Dichterin und Dramatikerin
- Butch Goring (* 1949), Eishockeyspieler
- Jack McCullough (* 1949), Radrennfahrer
- Vivian Silver (1949–2023), kanadisch-israelische Friedensaktivistin und Frauenrechtsaktivistin
- Joanna Gleason (* 1950), Schauspielerin
- Glen Hall (* 1950), Jazzmusiker und Literaturwissenschaftler
- Belinda Montgomery (* 1950), Fernsehschauspielerin
- Daryl Reid (* 1950), Gewerkschaftsfunktionär und Politiker

#### 1951–1960
- Neil Komadoski (* 1951), Eishockeyspieler
- Allan Kroeker (* 1951), Fernsehregisseur
- John Maclaren (* 1951), Schauspieler

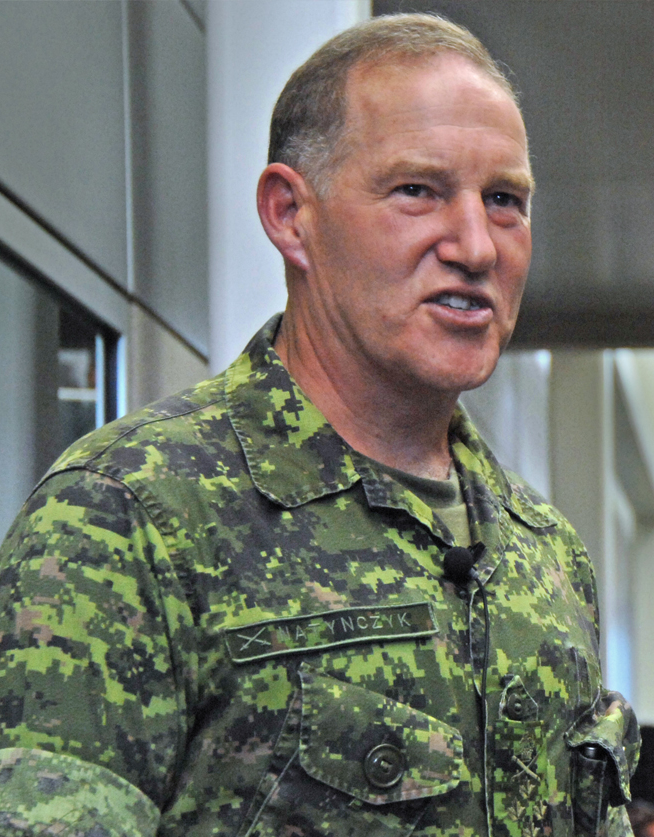
Walter Natynczyk
(* 1957)

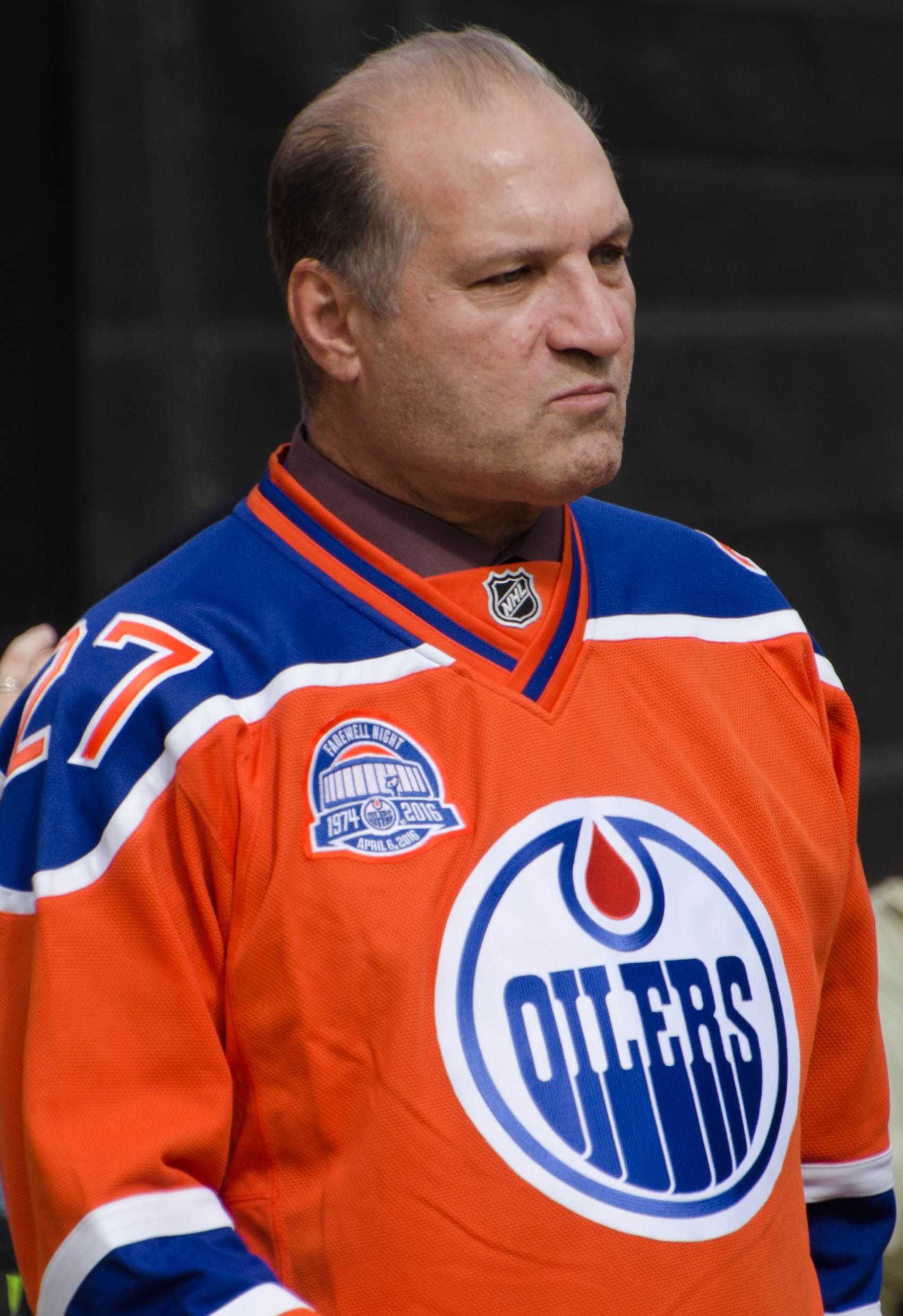
Dave Semenko
(1957–2017)

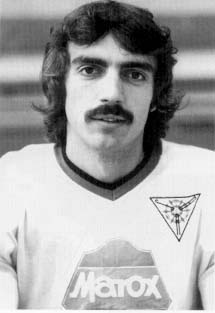
Karl Friesen
(* 1958)

- Stephen Soroka (* 1951), emeritierter ukrainisch griechisch-katholischer Erzbischof und Metropolit von Philadelphia
- Dave Henderson (* 1952), französisch-kanadischer Eishockeyspieler und -trainer
- Jennifer Jackson (1952–2015), Eisschnellläuferin
- Mimi Kuzyk (* 1952), Schauspielerin
- Perry Miller (* 1952), Eishockeyspieler
- Jay Brazeau (* 1953), Theater-, Filmschauspieler und Synchronsprecher
- Glenn Buhr (* 1954), Komponist und Pianist
- Sylvia Burka (* 1954), Radrennfahrerin und Eisschnellläuferin
- Brian Phillips (* 1954), Schwimmer
- Joel Rosenberg (1954–2011), Schriftsteller
- Brian Engblom (* 1955), Eishockeyspieler
- Gayle Gordon (* 1955), Eisschnellläuferin
- Tom McCamus (* 1955), Schauspieler
- Lorne De Pape (* 1955), neuseeländischer Curler
- Gwynyth Walsh (* 1955), Schauspielerin
- Cordell Barker (* 1956), Animator
- Gordon Blumenschein (* 1956), Eishockeyspieler und -trainer
- Richmond Gosselin (* 1956), Eishockeyspieler
- Guy Maddin (* 1956), Filmregisseur
- Deborah Froese (* 1957), Kinder- und Jugendbuch-Schriftstellerin
- Guy Lash (1957–2019), deutsch-kanadischer Eishockeyspieler
- Kevin McCarthy (* 1957), Eishockeyspieler und -trainer
- Walter Natynczyk (* 1957), Chef des kanadischen Generalstabs von 2008 bis 2012
- Dave Semenko (1957–2017), Eishockeyspieler
- Elizabeth Appleby (* 1958), Eisschnellläuferin
- T. Patrick Carrabré (* 1958), Komponist und Musikpädagoge
- Mychael Danna (* 1958), Komponist von Filmmusik
- Jordy Douglas (* 1958), Eishockeyspieler
- Terry Fox (1958–1981), Sportler und Aktivist
- Karl Friesen (* 1958), Eishockeyspieler
- Patti Vande (* 1958), Curlerin
- Pat Durnin (* 1959), Eisschnellläuferin und Shorttrackerin
- George Fritz (* 1959), deutsch-kanadischer Eishockeyspieler
- Cathy King (* 1959), Curlerin[1]
- Harold Kreis (* 1959), Eishockeyspieler
- Ralph Krueger (* 1959), Eishockeytrainer
- Cal Langford (* 1959), Bobsportler
- Ray Neufeld (* 1959), Eishockeyspieler
- Victor Schultz (* 1959), Geiger
- Zsuzsi Gartner (* 1960), Schriftstellerin und Journalistin
- David McKay (* 1960), Ringer
- Lorna Sasseville (* 1960), Skilangläuferin
- Warren Skorodenski (* 1960), Eishockeytorwart

#### 1961–1970
- Tracy Dahl (* 1961), Sängerin

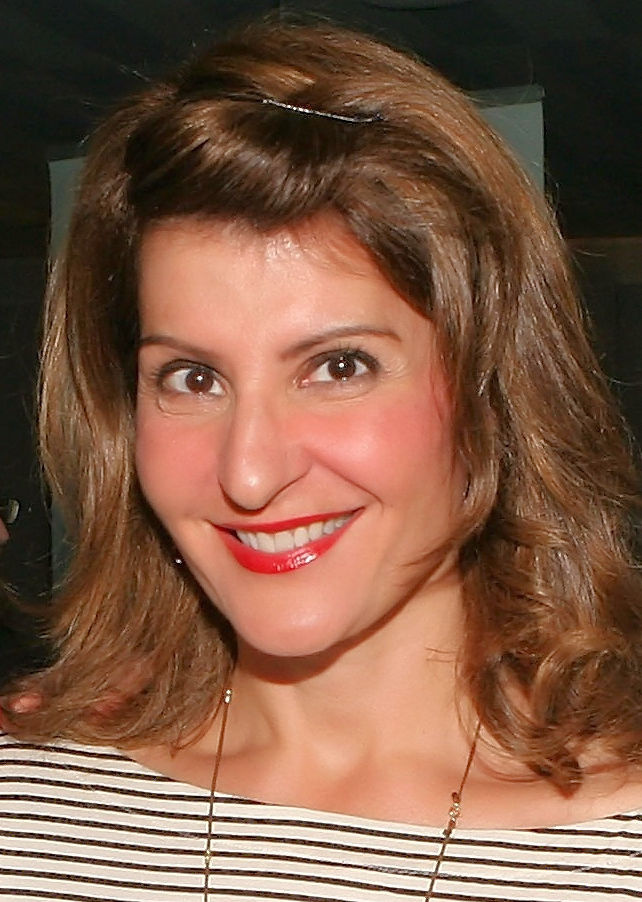
Nia Vardalos
(* 1962)

- Grant Ledyard (* 1961), Eishockeyspieler, -trainer und -funktionär
- Steve Mason (* 1961), britischer DJ
- Steve Patrick (* 1961), Eishockeyspieler
- Gary Schwindt (* 1961), deutsch-kanadischer Eishockeyspieler
- Bruce Eakin (* 1962), Eishockeyspieler
- Barry Trotz (* 1962), Eishockeyspieler und -trainer
- Nia Vardalos (* 1962), griechisch-kanadische Schauspielerin
- Gary Emmons (* 1963), Eishockeyspieler
- James Patrick (* 1963), Eishockeyspieler
- Mike Ridley (* 1963), Eishockeyspieler
- Joe West (* 1963), kanadisch-britischer Eishockeyspieler und -trainer
- David Reimer (1965–2004), Staatsbürger
- Susan Auch (* 1966), Eisschnellläuferin
- Bruno Zarrillo (* 1966), italo-kanadischer Eishockeyspieler
- Todd Gillman (* 1967), Skispringer
- Mike Keane (* 1967), Eishockeyspieler
- Chris McKinstry (1967–2006), Forscher im Bereich der künstlichen Intelligenz
- Chris Wilson (* 1967), Ringer
- Tal Bachman (* 1968), Musiker
- Tyler Brûlé (* 1968), Medienunternehmer, Journalist und Designer
- Robert Cummings (* 1968), Musiker und Produzent
- Duane Derksen (* 1968), Eishockeytorhüter
- Tamara Gorski (* 1968), Schauspielerin
- Kevin Todd (* 1968), Eishockeyspieler
- Tanya Dubnicoff (* 1969), Radsportlerin
- Kelvin Goertzen (* 1969), Politiker
- Cathy Overton-Clapham (* 1969), Curling-Weltmeisterin
- Aleks Paunovic (* 1969), Schauspieler, Stuntman, Filmproduzent und Boxer
- Dean Fedorchuk (* 1970), Eishockeyspieler
- Brent Fitz (* 1970), Musiker
- Gerhard Kramer (* 1970), deutscher Nachrichtentechniker und Hochschullehrer
- Heather Stefanson (* 1970), Politikerin
- Jeff Tomlinson (* 1970), deutsch-kanadischer Eishockeyspieler

#### 1971–1980
1971–1975:
- Gerald Blanchard (* 1972), Dieb
- Greg Bryk (* 1972), Schauspieler

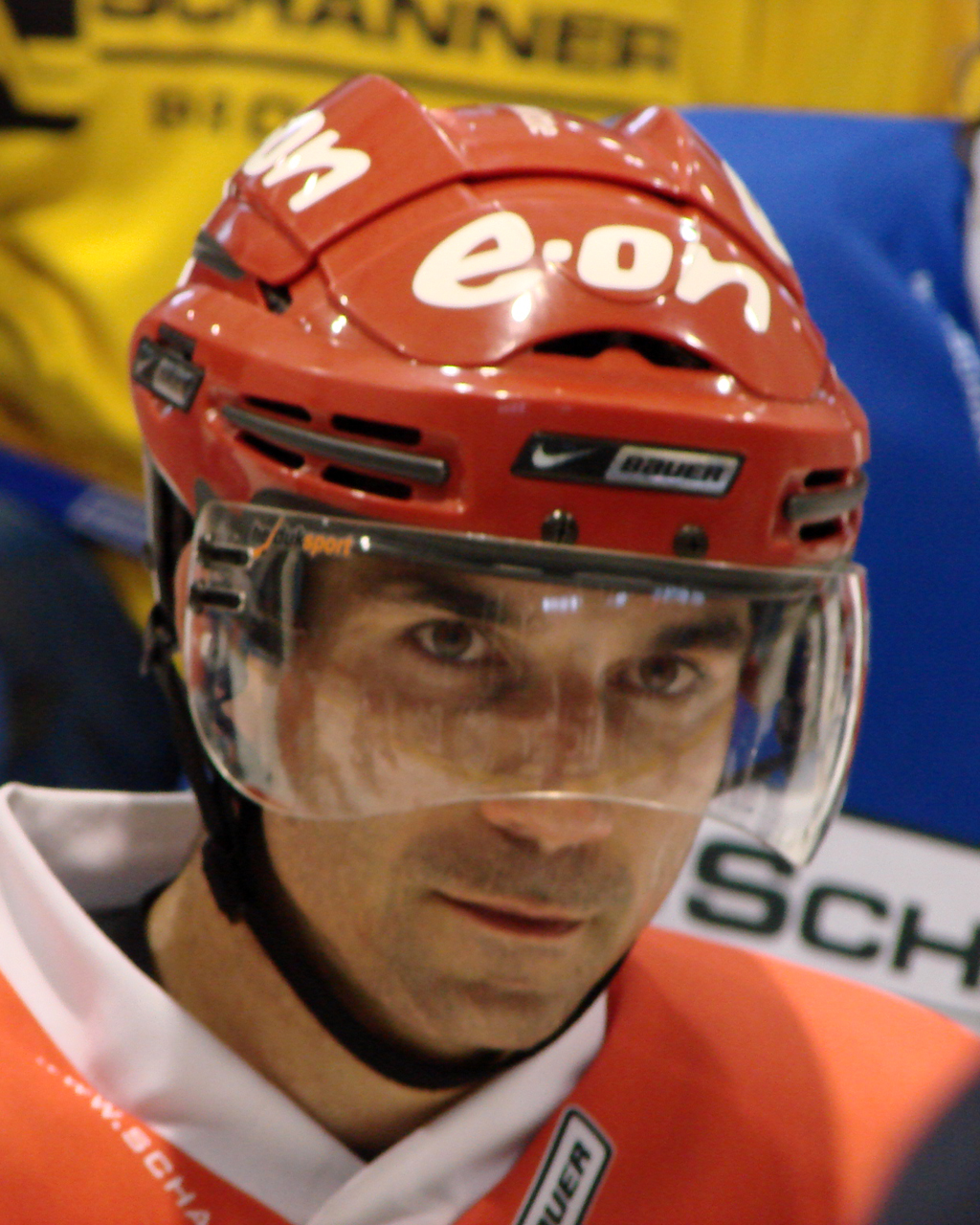
Brad Burym
(* 1975)

- Geoff Bumstead (* 1972), Eishockeyspieler und Mixed-Martial-Arts-Kämpfer
- Kevin Hodson (* 1972), Eishockeytorwart
- Clara Hughes (* 1972), Radfahrerin und Eisschnellläuferin
- Lonny Bohonos (* 1973), Eishockeyspieler
- Steve Corino (* 1973), Wrestler
- Mike Harder (* 1973), Eishockeyspieler
- Chantal Kreviazuk (* 1973), Musikerin
- Mike Maneluk (* 1973), Eishockeyspieler
- Bryan Muir (* 1973), Eishockeyspieler
- David Nedohin (* 1973), Curler[2]
- Jennifer Ryz (* 1973), Ringerin
- John K. Samson (* 1973), Sänger der Band The Weakerthans
- Brad Chartrand (* 1974), Eishockeyspieler
- Ruby Dhalla (* 1974), Politikerin[3]
- Marcel Dzama (* 1974), Zeichner und Objektkünstler
- Mike Ireland (* 1974), Eisschnellläufer
- Jennifer Jones (* 1974), Curling-Weltmeisterin
- Craig Reichert (* 1974), Eishockeyspieler
- Bradley Sawatzky (* 1974), Schauspieler
- Kara Solmundson (* 1974), Badmintonspielerin
- Marnie Baizley (* 1975), Squashspielerin
- Brad Burym (* 1975), deutsch-kanadischer Eishockeyspieler
- Jennifer Clark-Rouire (* 1975), Curlerin
- Jill Officer (* 1975), Curling-Weltmeisterin
- Bryan Phillips (* 1975), Eishockeyspieler
- Graham Ryding (* 1975), Squashspieler
- Venetian Snares (* 1975), Musiker
- Haralabos Voulgaris (* 1975), kanadisch-griechischer Pokerspieler

1976–1980:
- Steve Braun (* 1976), Schauspieler
- Daniel Gillies (* 1976), Schauspieler
- Mike Leclerc (* 1976), Eishockeyspieler

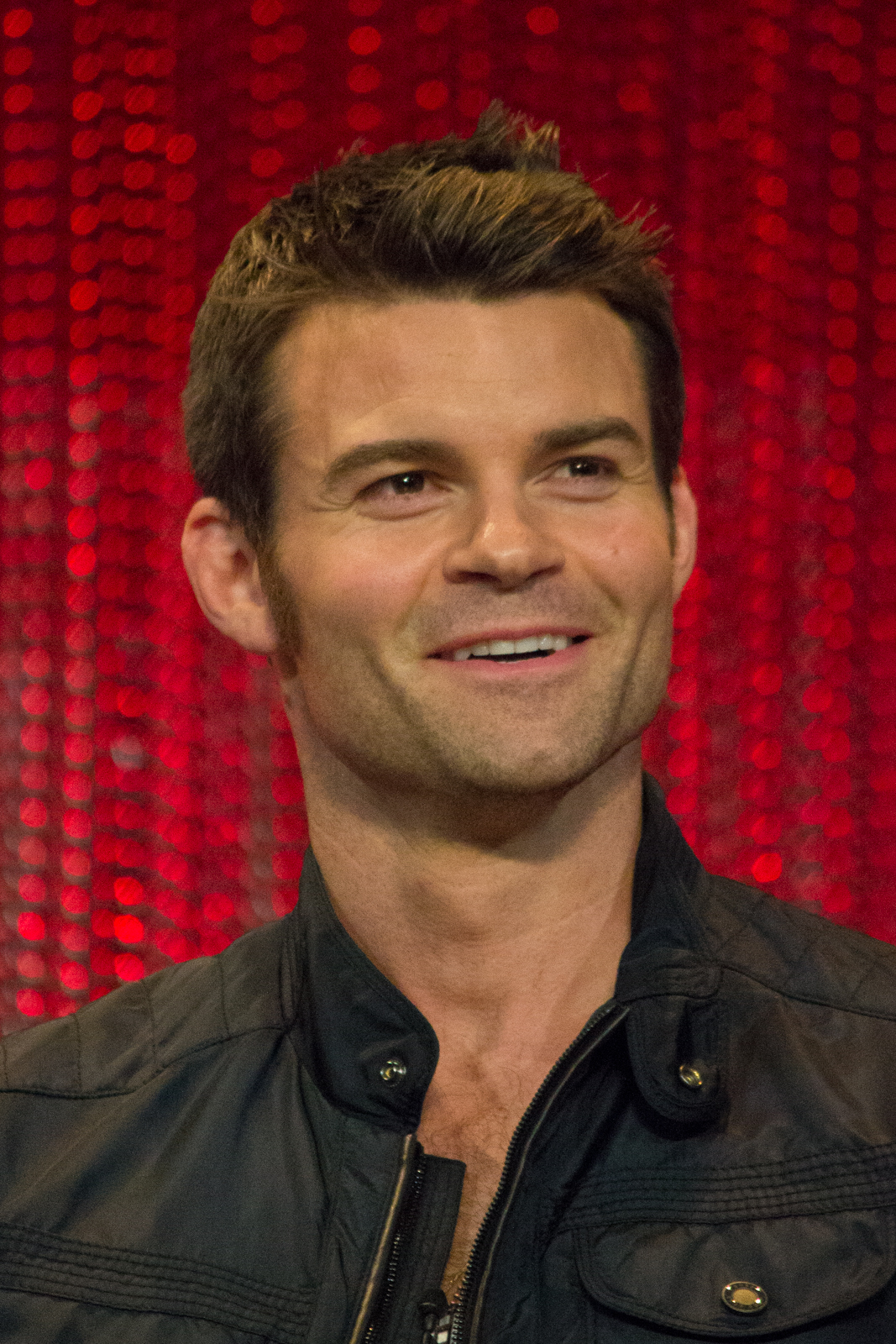
Daniel Gillies
(* 1976)

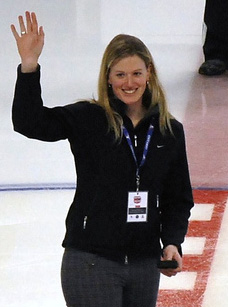
Sami Jo Small
(* 1976)

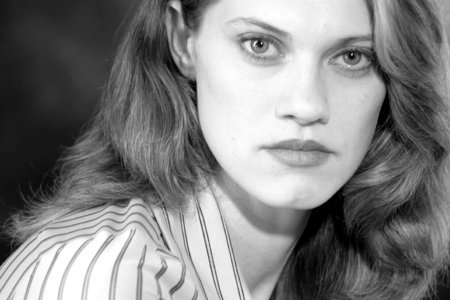
Heather Doerksen
(* 1980)

- Nadia Litz (* 1976), Filmschauspielerin und Regisseurin
- Sami Jo Small (* 1976), Eishockeytorhüterin
- Lee Goren (* 1977), Eishockeyspieler
- Justin Kurtz (* 1977), Eishockeyspieler
- Elizabeth Shepherd (* 1977), Jazzmusikerin und Singer-Songwriterin
- Larissa Waters (* 1977), australische Politikerin
- Duvie Westcott (* 1977), Eishockeyspieler
- Ryan Fry (* 1978), Curler
- John Morris (* 1978), Curling-Weltmeister
- Jennifer Botterill (* 1979), Eishockeyspielerin
- Cindy Klassen (* 1979), Eisschnellläuferin
- Michael Rubenfeld (* 1979), Schauspieler
- Heather Doerksen (* 1980), Schauspielerin[4]
- Alana Miller (* 1980), Squashspielerin
- Kevin Saurette (* 1980), Eishockeyspieler
- Kristopher Turner (* 1980), Schauspieler
- Sidney Wolinsky (* vor 1980), Filmeditor

#### 1981–1990
1981–1985:

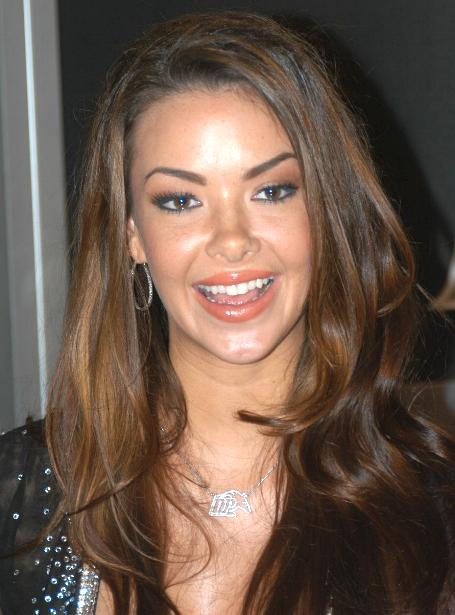
Sophia Santi
(* 1981)

- Sophia Santi (* 1981), Fotomodell und Pornodarstellerin
- Riley Cote (* 1982), Eishockeyspieler
- Brent Krahn (* 1982), Eishockeytorwart
- Colton Orr (* 1982), Eishockeyspieler
- Anna Paquin (* 1982), kanadisch-neuseeländische Schauspielerin
- Neville Rautert (* 1982), deutsch-kanadischer Eishockeyspieler
- Alec Holowka (1983–2019), Spieleentwickler und Videospielmusik-Komponist
- Duncan Keith (* 1983), Eishockeyspieler
- Geoff Waugh (* 1983), Eishockeyspieler
- Chelsea Carey (* 1984), Curlerin[5]
- Adam Courchaine (* 1984), Eishockeyspieler
- Joshua Henry (* 1984), kanadisch-US-amerikanischer Musicaldarsteller, Filmschauspieler, Musikproduzent und Sänger
- Derek Meech (* 1984), Eishockeyspieler
- Jacob Micflikier (* 1984), Eishockeyspieler
- Lance Monych (* 1984), Eishockeyspieler
- Shannon Rempel (* 1984), Eisschnellläuferin
- Alexander Steen (* 1984), schwedisch-kanadischer Eishockeyspieler
- Carl Baxter (* 1985), Badmintonspieler
- Nigel Dawes (* 1985), Eishockeyspieler
- Ryan Garbutt (* 1985), Eishockeyspieler
- Brittany Schussler (* 1985), Eisschnellläuferin
- Travis Zajac (* 1985), Eishockeyspieler

1986–1990:
- Cam Barker (* 1986), Eishockeyspieler
- Dustin Boyd (* 1986), Eishockeyspieler

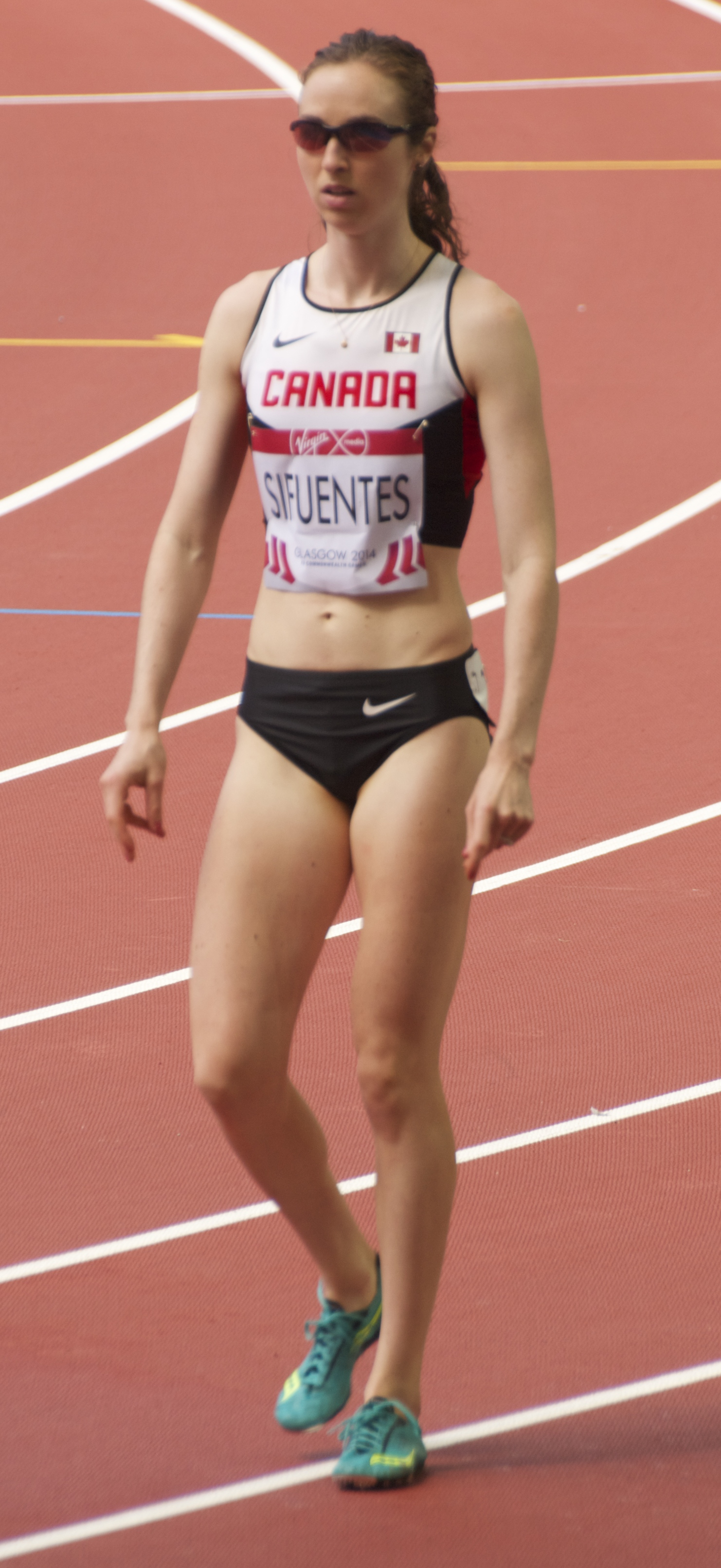
Nicole Sifuentes
(* 1986)

- Brett Donahue (* 1986), Theater- und Filmschauspieler
- Tyler Dueck (* 1986), Rennfahrer
- Eric Hunter (* 1986), Eishockeyspieler
- Danielle Poleschuk (* 1986), Freestyle-Skierin
- Nicole Sifuentes (* 1986), Mittelstreckenläuferin
- Kevin Clark (* 1987), Eishockeyspieler
- Frazer McLaren (* 1987), Eishockeyspieler
- Darcy Oake (* 1987), Illusionist
- Ryan Reaves (* 1987), Eishockeyspieler
- Desiree Scott (* 1987), Fußballspielerin
- Kaitlyn Lawes (* 1988), Curlerin
- Jenna Loder (* 1988), Curlerin[6]
- James Reimer (* 1988), Eishockeytorwart
- Sophie Schmidt (* 1988), Fußball-Nationalspielerin
- Tracy Spiridakos (* 1988), griechisch-kanadische Schauspielerin
- Jonathan Toews (* 1988), Eishockeystürmer
- Dale Weise (* 1988), Eishockeyspieler
- Joel Pacas (* 1989), Biathlet
- Megan Cyr (* 1990), Volleyballspielerin
- Leah Kirchmann (* 1990), Radrennfahrerin
- Scott Macaulay (* 1990), kanadisch-ungarischer Eishockeyspieler
- Michael Stone (* 1990), Eishockeyspieler

#### 1991–2000
- Cody Eakin (* 1991), Eishockeyspieler
- Scott Glennie (* 1991), Eishockeyspieler

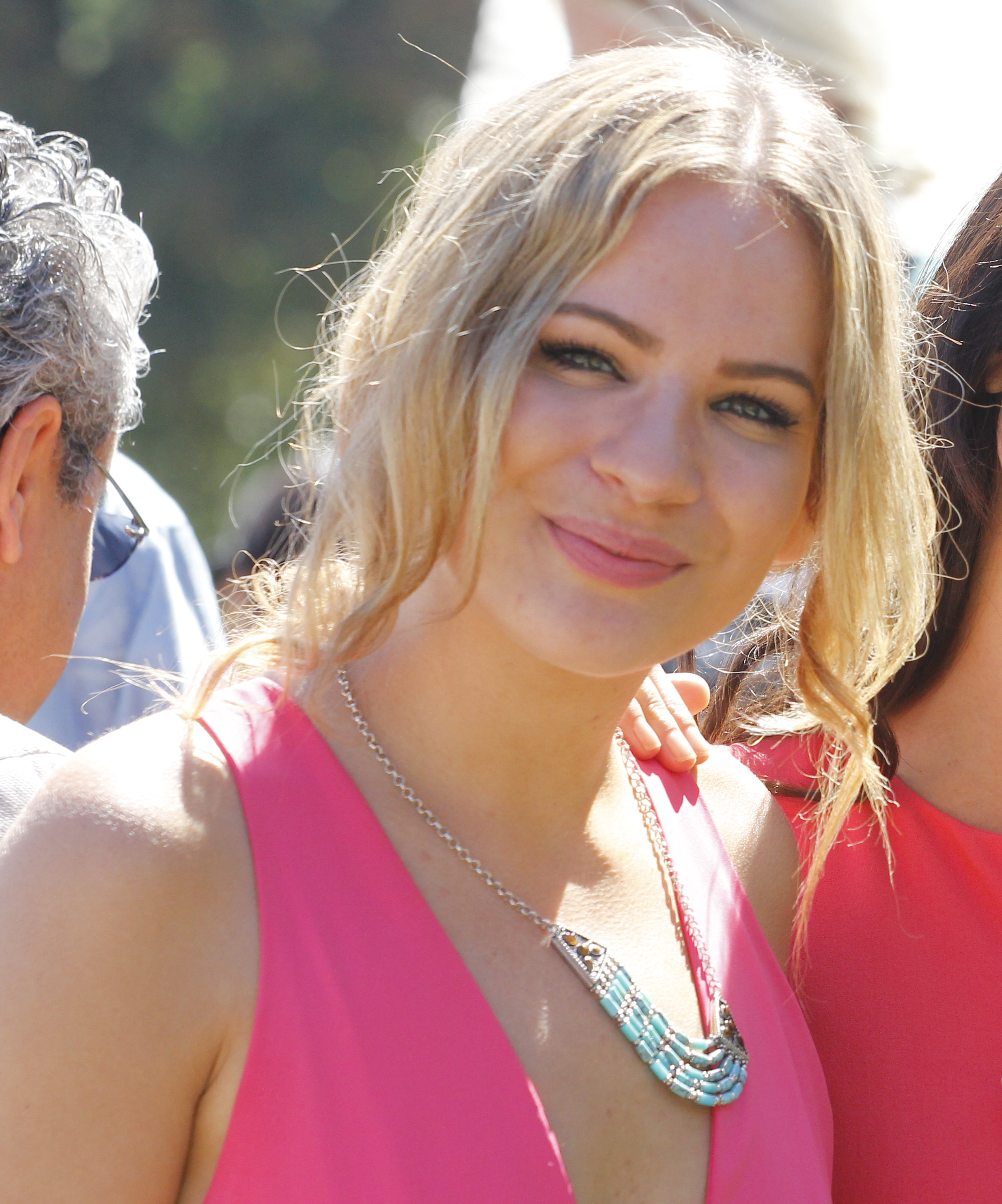
Brooke Palsson
(* 1993)

- John Urschel (* 1991), American-Football-Spieler, Mathematiker
- Brooks Macek (* 1992), deutscher Eishockeyspieler
- Dylan McIlrath (* 1992), Eishockeyspieler
- Mark Stone (* 1992), Eishockeyspieler
- Heather McLean (* 1993), Eisschnellläuferin
- Brooke Palsson (* 1993), Schauspielerin und Sängerin
- Taylor Pischke (* 1993), Beachvolleyballspielerin
- Louriza Tronco (* 1993), Schauspielerin
- Shannon Birchard (* 1994), Curlerin[7]
- Chantal van Landeghem (* 1994), Schwimmerin[8][9]
- Brendan Leipsic (* 1994), Eishockeyspieler
- Erin Teschuk (* 1994), Leichtathletin
- Madison Bowey (* 1995), Eishockeyspieler
- Max Domi (* 1995), Eishockeyspieler
- Brett Lernout (* 1995), Eishockeyspieler
- Adam Schriemer (* 1995), Volleyballspieler
- Adam Brooks (* 1996), Eishockeyspieler
- Kyle Hiebert (* 1997), Fußballspieler
- Nolan Patrick (* 1998), Eishockeyspieler
- Cody Glass (* 1999), Eishockeyspieler
- Skylar Park (* 1999), Taekwondoin
- Joel Hofer (* 2000), Eishockeytorwart

### 21. Jahrhundert
- Nick Cicek (* 2000), Eishockeyspieler
- Isaiah Olfert (* 2001), Volleyballspieler
- Anna Pniowsky (* 2006), Nachwuchsschauspielerin
- Abigail Pniowsky (* 2008), Nachwuchsschauspielerin

## Persönlichkeiten mit Bezug zur Stadt
- Romeo Rivers (1907–1986), Eishockeyspieler
- Jan Jakob Kamieński (1923–2010), polnisch-kanadischer Karikaturist, Maler, Grafiker und Autor
- David Matas (* 1943), Menschenrechtsanwalt
- Neil Young (* 1945), Musiker
- Wendy Crewson (* 1956), Schauspielerin
- David Bergen (* 1957), Schriftsteller
- Glen Murray (* 1957), Politiker
- Steven Erikson (* 1959), Schriftsteller
- Chris Jericho (* 1970), Wrestler, Musiker
- Bif Naked (* 1971), Punkrock-Sängerin
- Kenny Omega (* 1983), Wrestler